# Santa María (Bendones)

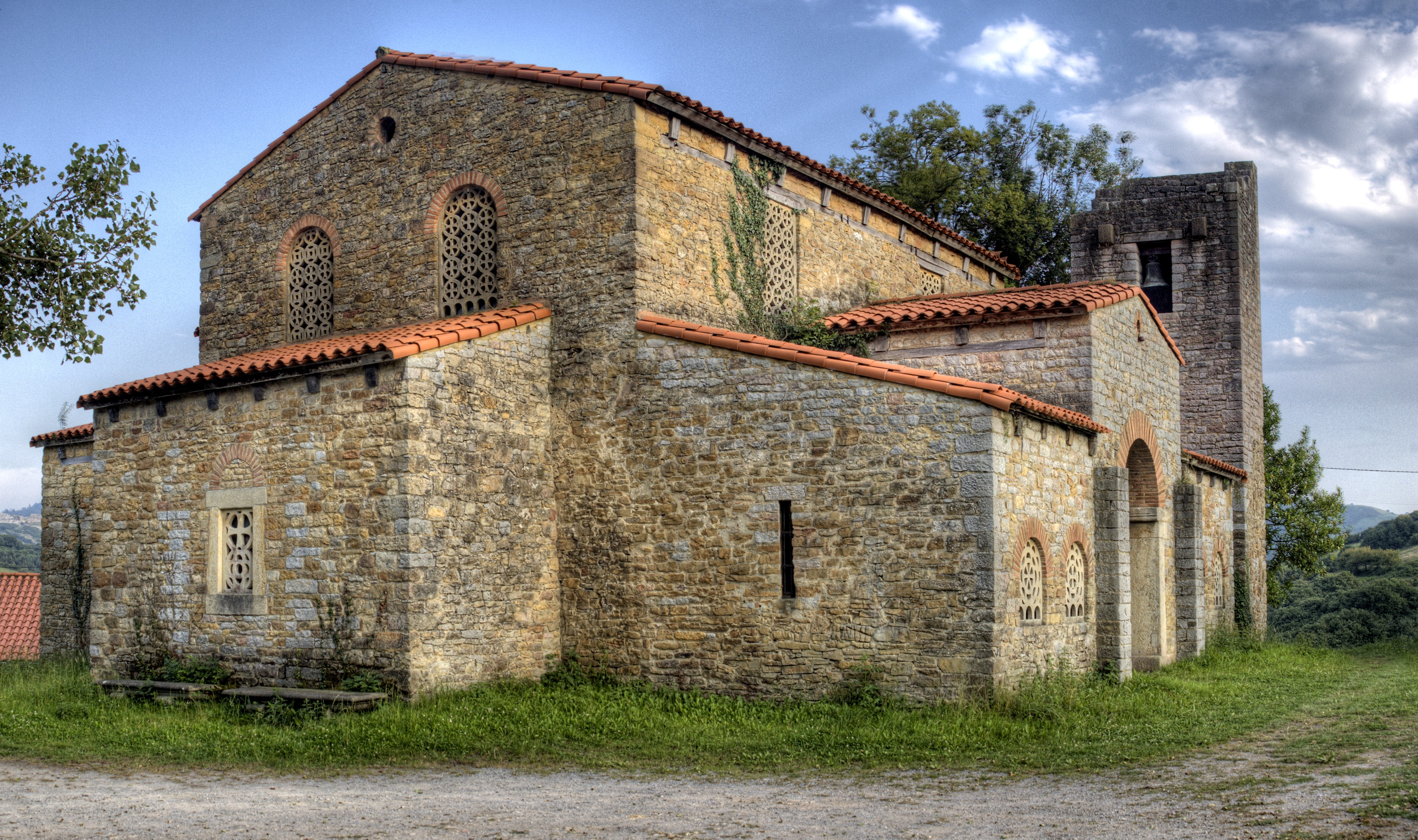
Gesamtansicht mit Glockenturm

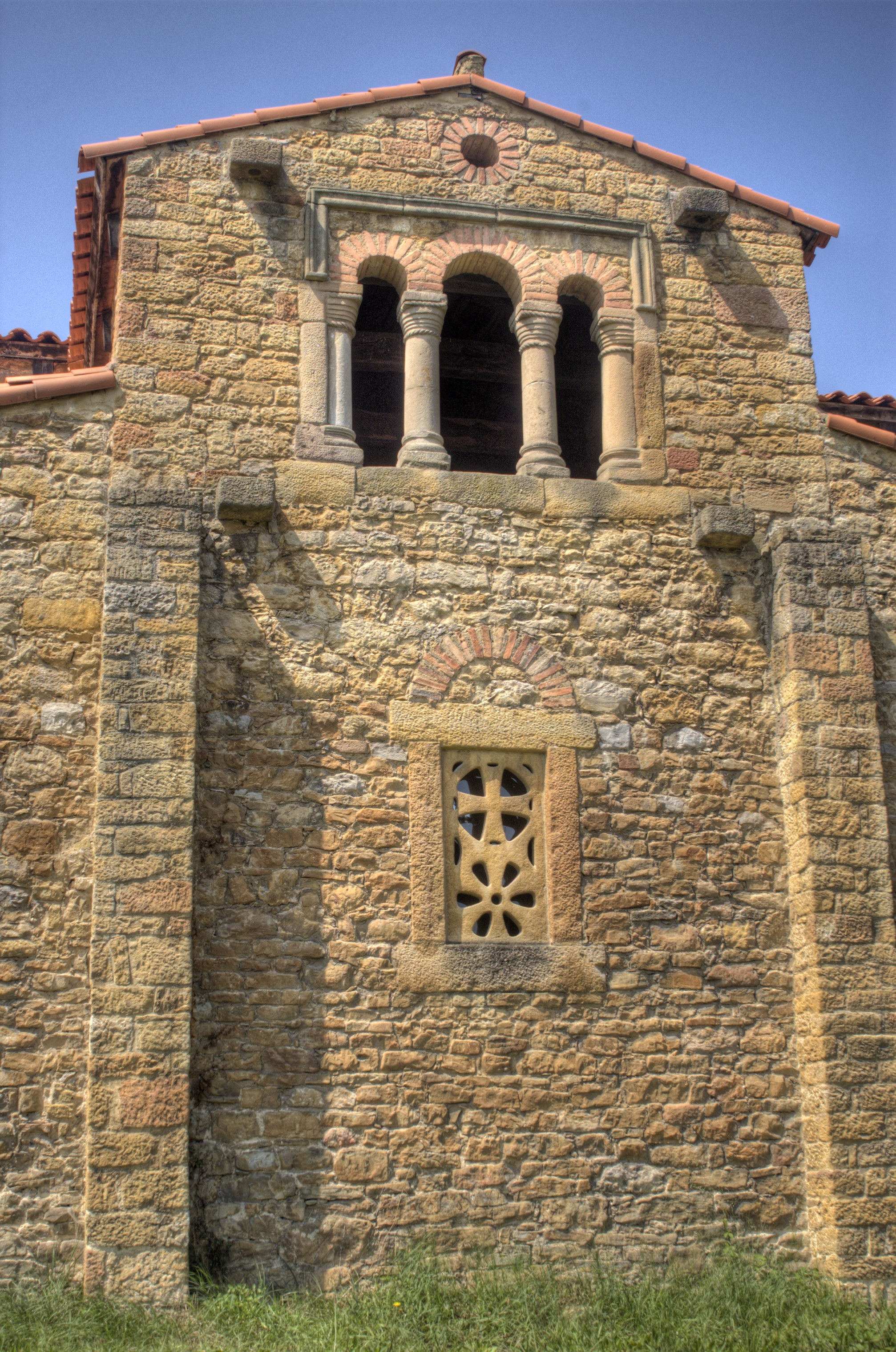
Mittelapsis

Die Kirche Santa María in der Parroquia Bendones, einem kleinen Ort etwa fünf Kilometer südöstlich von Oviedo, der Hauptstadt der autonomen Gemeinschaft Asturien im Nordwesten Spaniens, ist eine präromanische Kirche aus dem späten 8. oder der ersten Hälfte des 9. Jahrhunderts. Die Marienkirche wurde im Jahr 1958 zum Monumento Nacional (Bien de Interés Cultural) erklärt.

## Geschichte
Der Bau der Kirche wird der Regierungszeit des asturischen Königs Alfons II. des Keuschen (783 und 791–842) zugeordnet. Die erste schriftliche Erwähnung der Kirche stammt aus dem 12. Jahrhundert. Nachdem die Kirche im Spanischen Bürgerkrieg 1936 durch einen Brandanschlag starke Beschädigungen erlitt, wurde sie in den 1950er Jahren durch die Architekten Joaquín Manzanares und Luis Menéndez-Pidal y Álvarez wiederaufgebaut.

## Architektur

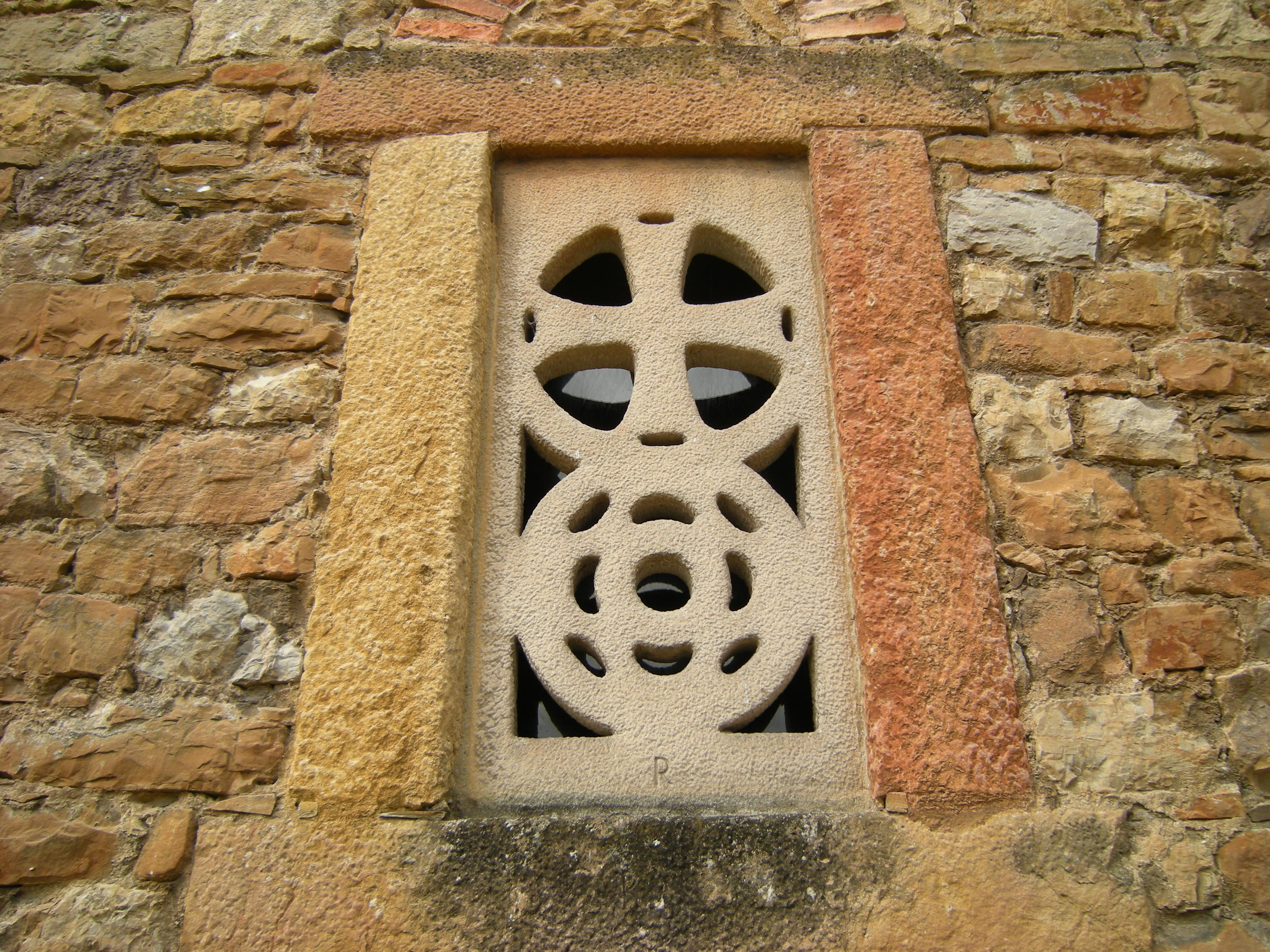
Fenster mit Transenna

Die Kirche weist einen rechteckigen Grundriss auf. An der Nord- und Südseite sind zwei gleich große Vorräume oder Kapellen angebaut. Der Innenraum besteht aus einem – der Kirche San Julián de los Prados ähnlichen – Querhaus, an das sich im Osten drei rechteckige Apsiden anschließen und denen im Westen ein Vestibül und zwei Seitenkammern symmetrisch gegenüberliegen. Ein Langhaus gibt es nicht.
Die tonnengewölbte Hauptapsis ist größer und höher als die seitlichen Apsiden, die anderen Räume besitzen Holzdecken. Alle Raumteile sind durch Rundbögen miteinander verbunden. Auch in der Santa María in Bendones gibt es – wie in anderen präromanischen Kirchen (z. B. San Baudelio de Berlanga, San Salvador in Priesca oder Santiago de Peñalba) – über der Mittelapsis eine nur von außen, über ein großes Drillingsfenster zugängliche Kammer (cámara oculta), deren Bedeutung nicht geklärt ist. Das Drillingsfenster ist in die Stirnwand der Mittelapsis eingelassen und von einem Alfizrahmen umgeben, der auf mozarabischen Einfluss verweist. Die anderen Fenster sind mit Fenstergitter versehen, die allerdings aus neuerer Zeit stammen.

## Turm

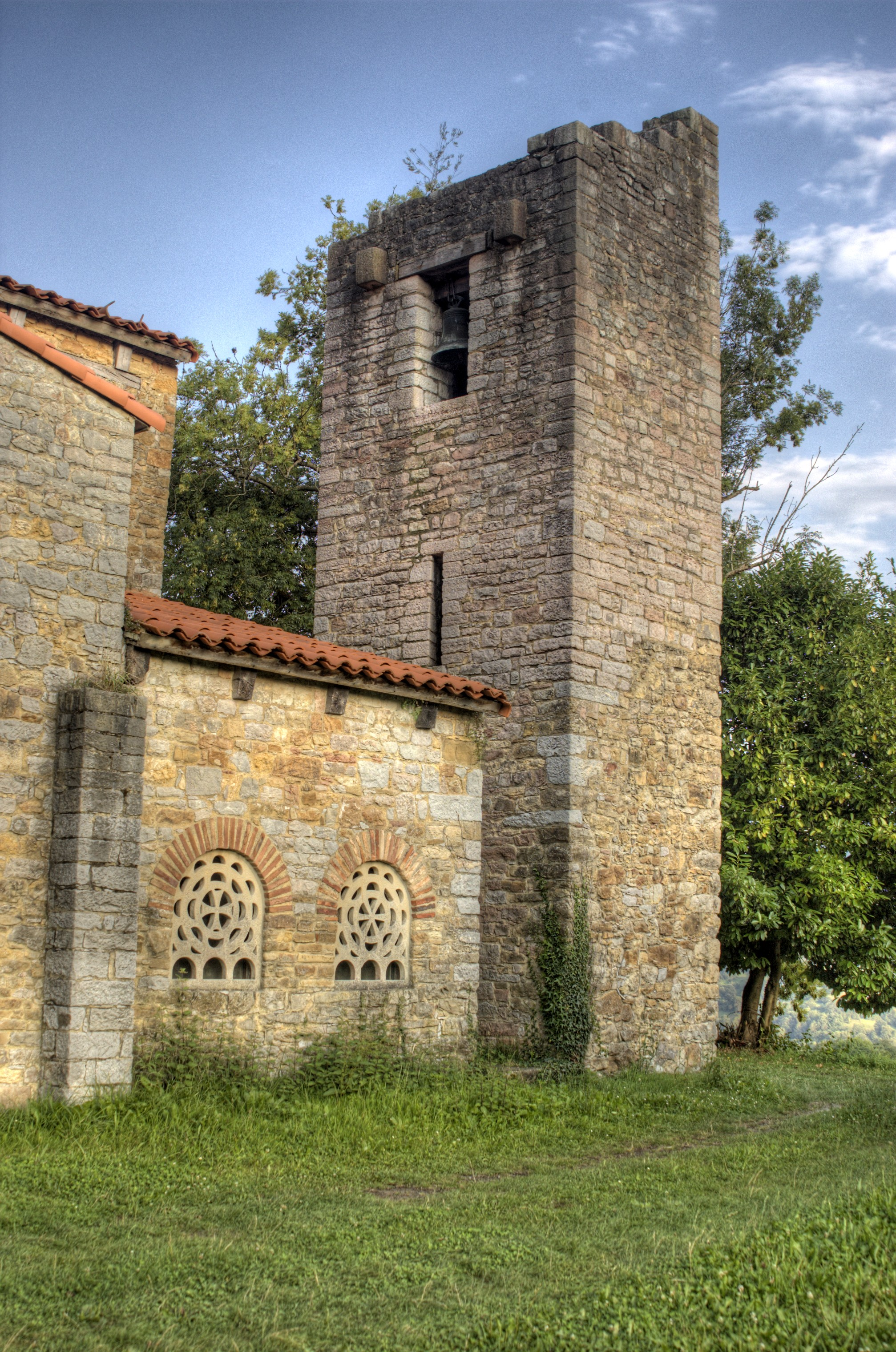
Glockenturm

Ungefähr einen Meter von der westlichen Vorhalle entfernt, auf der Südseite der Kirche, stehen die Reste eines rechtwinkligen, freistehenden Turmes. Falls er als Glockenturm der Kirche im frühen 9. Jahrhundert entstanden ist – wie man vermutet – gehört er zu den ältesten Glockentürmen der iberischen Halbinsel.

## Wandmalereien
Man geht davon aus, dass das Gebäude ursprünglich außen und innen verputzt war. Von den Wandmalereien haben sich nur noch wenige Reste in den Apsiden erhalten. Wie die Fresken der Kirche San Julián de los Prados weisen sie Blumengirlanden, geometrische Motive und architektonische Darstellungen auf.

## Skulpturenschmuck
Fragmente der ursprünglichen Chorschranken (canceles) der Kirche werden heute im Archäologischen Museum von Asturien (Museo Arqueológico de Asturias) in Oviedo aufbewahrt. In der südlichen Seitenapsis ist noch die ursprüngliche, präromanische Altarplatte aus Sandstein erhalten.